# El Prado Estates, Arizona
El Prado Estates je naseljeno područje za statističke svrhe u američkoj saveznoj državi Arizona. Prema popisu stanovništva iz 2010. u njemu je živjelo 504 stanovnika.